# TuS Blau-Weiß Lohne
TuS Blau-Weiß Lohne is een Duitse omnisportvereniging uit Lohne, Nedersaksen.
In 1894 werd turnvereniging TuS 1894 Lohne opgericht. Tussen 1910 en 1914 speelde voetbalclub Olympia Lohne 1910 die opging in de TuS. Na de Eerste Wereldoorlog werd FC Roland Lohne opgericht en in 1929 DJK Blau-Weiß Lohne. Beiden gingen in 1934 samen als Sportvereinigung Lohne en in 1936 sloot de TuS zich daarbij aan. Op 25 oktober 1945 werd hieruit Turn- und Sportverein Blau-Weiß Lohne von 1894 opgericht die actief werd in zeventien sporten.
In 2022 promoveerde Blau-Weiß Lohne voor het eerste naar de Regionalliga Nord. Ook werd in 2022 de Niedersachsenpokal gewonnen waardoor Blau-Weiß Lohne zich plaatste voor het hoofdtoernooi om de DFB-Pokal 2022/23. Hierin werd in de eerste ronde met 0-4 verloren van FC Augsburg. In het seizoen 2022/23 wist de club zich te handhaven in de Regionalliga Nord.

## Eindklasseringen vanaf 1999
| Seizoen | Competitie                    | Niveau | Eindstand | DFB Pokal | Opmerking                                                                    |
| ------- | ----------------------------- | ------ | --------- | --------- | ---------------------------------------------------------------------------- |
| 1998/99 | Oberliga Niedersachsen/Bremen | IV     | 4         | --        |                                                                              |
| 1999/00 | Oberliga Niedersachsen/Bremen | IV     | 9         | --        |                                                                              |
| 2000/01 | Oberliga Niedersachsen/Bremen | IV     | 17        | --        |                                                                              |
| 2001/02 | Oberliga Niedersachsen-West   | V      | 3         | --        |                                                                              |
| 2002/03 | Oberliga Niedersachsen-West   | V      | 5         | --        |                                                                              |
| 2003/04 | Oberliga Niedersachsen-West   | V      | 8         | --        |                                                                              |
| 2004/05 | Oberliga Niedersachsen-West   | V      | 10        | --        |                                                                              |
| 2005/06 | Oberliga Niedersachsen-West   | V      | 15        | --        |                                                                              |
| 2007-09 | onbekend                      |        |           |           |                                                                              |
| 2009/10 | Bezirksliga Weser-Ems St. 4   | VII    | 1         | --        |                                                                              |
| 2010/11 | Landesliga Weser/Ems          | VI     | 18        | --        |                                                                              |
| 2011/12 | Bezirksliga Weser-Ems St. 4   | VII    | 1         | --        |                                                                              |
| 2012/13 | Landesliga Weser/Ems          | VI     | 9         | --        |                                                                              |
| 2013/14 | Landesliga Weser/Ems          | VI     | 5         | --        |                                                                              |
| 2014/15 | Landesliga Weser/Ems          | VI     | 12        | --        |                                                                              |
| 2015/16 | Landesliga Weser/Ems          | VI     | 9         | --        |                                                                              |
| 2016/17 | Landesliga Weser/Ems          | VI     | 2         | --        |                                                                              |
| 2017/18 | Landesliga Weser/Ems          | VI     | 4         | --        |                                                                              |
| 2018/19 | Landesliga Weser/Ems          | VI     | 3         | --        |                                                                              |
| 2019/20 | Landesliga Weser/Ems          | VI     | 1         | --        | competitie afgebroken i.v.m. coronapandemie                                  |
| 2020/21 | Oberliga Niedersachsen        | V      | 2         | --        | Competitie afgebroken i.v.m. Corona-pandemie. Er wordt geen stand opgemaakt. |
| 2021/22 | Oberliga Niedersachsen        | V      | 1         | --        | Winnaar Nedersaksen-Pokal > Heeslinger SC: 0-0 (6-5 n.s.)                    |
| 2022/23 | Regionalliga Nord             | IV     | 9         | 1e ronde  | > FC Augsburg: 0-4                                                           |
| 2023/24 | Regionalliga Nord             | IV     | 10        | --        |                                                                              |
| 2024/25 | Regionalliga Nord             | IV     | 9         | --        | Winnaar Nedersaksen-Pokal > VfL Osnabrück: 4-2                               |
| 2025/26 | Regionalliga Nord             | IV     | .         | 1e ronde  | > SpVgg Greuther Fürth: 0-2                                                  |